# Поволетто
Поволетто (итал. Povoletto) —  коммуна в Италии, располагается в регионе Фриули-Венеция-Джулия, в провинции Удине.
Население составляет 5559 человек (2008 г.), плотность населения составляет 139 чел./км². Занимает площадь 38 км². Почтовый индекс — 33040. Телефонный код — 0432.
Покровителем коммуны почитается святой Папа Римский Климент I, празднование 23 ноября.

## Демография
Динамика населения:

## Администрация коммуны
- Официальный сайт: http://www.comune.povoletto.ud.it Архивная копия от 5 января 2022 на Wayback Machine